# 블랙 위도우 (나타샤 로마노바)
블랙 위도우 (Black Widow) 또는 나타샤 로마노바(Natalia "Natasha" Alianovna Romanova)는 마블 코믹스에 출현하는 슈퍼히어로이다. 작가 스탠 리, 돈 리코 및 아티스트 돈 헥에 의해 창조되었다. 아이언맨의 적인 러시아 스파이로 첫 등장하였다. 이후 러시아를 배신하고 미국으로 전향하여 S.H.I.E.L.D.와 어벤져스 멤버가 된다.
마블 시네마틱 유니버스에서 스칼렛 요한슨이 연기하였다. 《아이언맨2》(2010), 《어벤져스》(2012), 《캡틴 아메리카: 윈터솔져》(2014), 《어벤져스: 에이지 오브 울트론》(2015), 《캡틴 아메리카: 시빌워》(2016), 《어벤져스: 인피니티 워》(2018), 《어벤져스: 엔드게임》(2019), 《블랙 위도우》 (2021)에 출연한다.

## 전계
나타샤 로마노프는 러시아 서부의 스탈린그라드(현 볼고그라드)주에서 태어났다. 무술, 사격술, 하이테크 무기 사용법 등을 고도로 훈련받은 러시아 스파이로, 팔을 감은 듯한 모양의 에너지 무기인 'Widow's Bite'라는 무기를 사용한다. 첫 등장과 이후 몇 번은 별도의 코스튬이 없었으나, 나중에는 야회복과 베일을 주로 입게 된다. 러시아 스파이로 활동하다 미국으로 전향한다.